# Manganeses de la Polvorosa (kommunhuvudort)
Manganeses de la Polvorosa är en kommunhuvudort i Spanien.   Den ligger i provinsen Provincia de Zamora och regionen Kastilien och Leon, i den nordvästra delen av landet, 250 km nordväst om huvudstaden Madrid. Manganeses de la Polvorosa ligger 717 meter över havet och antalet invånare är 799.
Terrängen runt Manganeses de la Polvorosa är platt. Runt Manganeses de la Polvorosa är det glesbefolkat, med 15 invånare per kvadratkilometer. Närmaste större samhälle är Benavente, 6,8 km sydost om Manganeses de la Polvorosa. Trakten runt Manganeses de la Polvorosa består till största delen av jordbruksmark.